# Формула Шези
Формула Шези́ — формула для определения средней скорости потока при установившемся равномерном турбулентном движении жидкости в области квадратичного сопротивления для случая безнапорного потока. Опубликована французским инженером-гидравликом А. Шези (Antoine de Chézy, 1718—1798) в 1769 году. Применяется для расчётов потоков в речных руслах и канализационных системах.
{\displaystyle V=C{\sqrt {R\cdot I}}~,}
где:
{\displaystyle V} — средняя скорость потока, м/с;
{\displaystyle C} — коэффициент сопротивления трения по длине (коэффициент Шези), являющийся интегральной характеристикой сил сопротивления;
{\displaystyle R} — гидравлический радиус, м;
{\displaystyle I} — гидравлический уклон м/м.
Формула Шези имеет то же предназначение, что и формула Дарси-Вейсбаха. Коэффициент потерь на трение {\displaystyle \lambda } связан с коэффициентом сопротивления {\displaystyle C} следующей зависимостью:
{\displaystyle C={\sqrt {\frac {8g}{\lambda }}}~.}
Коэффициент сопротивления {\displaystyle C} может быть определён по формуле Н. Н. Павловского:
{\displaystyle C={\frac {1}{n}}R^{y}~,}
где:
{\displaystyle n} — коэффициент шероховатости, характеризующий состояние поверхности русла, для случая канализационных труб принимается в диапазоне (0,012…0,015); для других случаев информация приведена в литературе;
{\displaystyle y} — показатель степени, зависящий от величины коэффициента шероховатости и гидравлического радиуса:
{\displaystyle y=2,5{\sqrt {n}}-0,13-0,75{\sqrt {R}}\left({\sqrt {n}}-0,1\right)~.}
Эта формула рекомендуется для значений R < (3…5)м. При больши́х гидравлических радиусах или других значениях коэффициентов шероховатости применение формулы Н. Н. Павловского в гидравлических расчётах речных русел приводит к значительным ошибкам.
При значении y = 1/6 формула Шези приводится к формуле Маннинга.
Существуют и другие эмпирические формулы для определения коэффициента сопротивления C.